# كريس هولواي
كريس هولواي (بالإنجليزية: Chris Holloway)‏ هو لاعب كرة قدم ومدرب كرة قدم بريطاني في مركز الوسط، ولد في 5 فبراير 1980 في سوانزي في المملكة المتحدة. شارك مع منتخب ويلز تحت 21 سنة لكرة القدم. أما مع النوادي، فقد لعب مع نادي إكزتر سيتي ونادي روذرهام يونايتد ونادي سانت إيلي تاون ونيوبورت كونتي.

## وصلات خارجية
- كريس هولواي على موقع قاعدة بيانات كرة القدم.إي يو (الإنجليزية)
- كريس هولواي على موقع Soccerbase.com (لاعب) (الإنجليزية)